# Caso Jordan Brown
El caso de Jordan Brown es un suceso que involucró a un joven de mismo nombre que en aquel entonces tenía 11 años (7 de agosto de 1997) y que fue juzgado como si fuera un adulto a pesar de su edad tras haber sido acusado del asesinato de la novia (prometida) de su padre: Kenzie Marie Houk (de 26 años) en Wampum, Pensilvania el 20 de febrero de 2009. La fiscalía general del condado presentó cargos en el juzgado del estado bajo la acusación de homicidio. A pesar de ser menor de edad fue tratado como una persona mayor de edad. 
Tras pasar más de tres años en un correccional de menores en Erie, Pensilvania, los jueces deliberaron el veredicto el 13 de abril de 2012. Fue declarado culpable, aunque el 8 de mayo del año siguiente anularon la sentencia alegando "abuso palpable de la discreción".

## Suceso
Houk estaba embarazada de ocho meses en el momento de su muerte. Vivía en una granja de Pensilvania. Murió a causa de un disparo en la espalda. A consecuencia del crimen también murió el niño nonato. Su hija (de 4 años), tras presenciar la escena, alertó a unos jardineros tres cuartos de hora después mientras que la hermana de esta (de 7 años) tenía que ir al colegio. 
El fiscal general del Estado declaró que la víctima falleció tras recibir disparos de bala de una escopeta del calibre 20. El objeto fue un regalo de Navidad que le hizo su padre a Jordan.  La policía Estatal de Pensilvania encontró un cartucho gastado cerca de la ruta que Brown caminó con la hija mayor de Houk para llegar a su autobús escolar.

## Polémica
La organización de Derechos Humanos: Amnistía Internacional denunció la situación del joven por pretender que se le juzgue como un adulto con posibilidad de cadena perpetua sin opción a libertad condicional, visto por la organización como una violación del derecho internacional.
Tras negársele el caso a los juzgados de menores, el juez declaró culpable a Jordan, el cual rechazó autoinculparse como paso para rehabilitarse. Más adelante el adolescente estuvo encarcelado mientras un grupo de personas protestaron tras presentar 4.000 firmas en las que pedían un "juicio justo" y que se respetase el derecho a la Quinta Enmienda (en este caso el derecho a la presunción de inocencia).
También hubo opiniones encontradas debido a la atención mediática del juicio. Algunos opinaron que el proceso debería ser de interés público mientras otros pedían privacidad. La Corte Superior de Pensilvania rechazó la petición de tres periódicos de Pittsburgh que pedían estar presentes. Ante la negativa decidieron no insistir.

## Posibilidad de nuevo juicio
El 8 de mayo de 2013, la Corte Superior dictaminó que se habían producido "irregularidades" en el juicio aparte de no haber respetado el derecho a la presunción de inocencia puesto que "[según ellos] no había evidencias de que Jordan matara a Houk.